# Platyneuron
Platyneuron là một chi rêu trong họ Dicranaceae.